# Vịt đầu nâu phương Nam
Vịt đầu nâu phương Nam, tên khoa học Netta erythrophthalma, là một loài chim trong họ Vịt.